# Dominique Boivin
Pour les articles homonymes, voir Boivin.
Dominique Boivin, né à Mont-Saint-Aignan le 13 décembre 1952, est un danseur et chorégraphe français de danse contemporaine.

## Biographie
Après avoir suivi une formation en danse classique, Dominique Boivin suit les cours de Carolyn Carlson puis accède à la formation d'Alwin Nikolais au CNDC d'Angers. En 1980, il part à New York où il suit les enseignements de Merce Cunningham et de Douglas Dunn.
De retour en France en 1981, il crée sa compagnie « Beau Geste » et s'intègre dans la mouvance de la Nouvelle danse française. Une de ses plus importantes créations est un solo intitulé La Danse, une histoire à ma façon où il présente, à sa manière, les travaux des grands chorégraphes contemporains du XXe siècle comme Pina Bausch, Merce Cunningham ou Martha Graham — elle sera présentée pendant plus de dix ans. Il se fait également connaître du grand public avec des représentations dans des lieux publics à partir de 2005 de Transports exceptionnels, duo entre un danseur et une pelleteuse de chantier rencontrant un grand succès. 
Il co-dirige actuellement le théâtre de l'Arsenal à Val-de-Reuil inauguré le 13 octobre 2015 aux côtés du metteur en scène Jean-Yves Lazennec.

## Principales chorégraphies
- 1978 : Quelle fut ta soif ?
- 1979 : L'Homme cheval créé au Festival d'Avignon
- 1991 : La Danse, une histoire à ma façon (reprise en 2001)
- 1997 : Orphée aux Enfers pour le Grand Théâtre de Genève
- 2000 : Conte sur moi
- 2001 : Casse-Noisette pour le ballet de l'Opéra de Lyon
- 2002 : Les Amours de Bastien et Bastienne pour l'opéra de Rouen
- 2003 : Bonté divine en collaboration avec Pascale Houbin
- 2003 : Miniatures de l'émoi
- 2004 : Aqua ça rime ?
- 2005 : À quoi tu penses ?, sur des monologues de Marie Nimier
- 2005 : Transports exceptionnels, duo pour un danseur et une pelleteuse
- 2007 : Ni d'Ève ni d'Adam
- 2009 : Don Quichotte
- 2010 : Off Line
- 2011 : Le Chat perché pour l'opéra Bastille
- 2011 : En piste, trio avec Pascale Houbin et Daniel Larrieu
- 2013 : L.U.MEN, pièce pour une nacelle et trois danseurs
- 2015 : Connais-moi toi-même, duo avec Claire Diterzi pour le Festival d'Avignon

## Prix et distinctions
- 1978 : Prix de l'humour au Concours chorégraphique international de Bagnolet
- 2014 :  Officier de l'ordre des Arts et des Lettres [2].